# Lepidophyma zongolica
Espèce
Lepidophyma zongolica est une espèce de sauriens de la famille des Xantusiidae.

## Répartition
Cette espèce est endémique de l'État de Puebla au Mexique.

## Publication originale
- García-Vázquez, Canseco-Márquez & Aguilar-López, 2010 : A new species of night lizard of the genus Lepidophyma (Squamata: Xantusiidae) from southern Puebla, México. Zootaxa, n. 2657, p. 47–54.